# Wetzstein von Strøm
Der Wetzstein von Strøm (norwegisch Strømsbrynet oder Straumsbrynet) ist ein archäologischer Fund aus dem Jahr 1908. Als Träger von Inschriften in Form altgermanischer Runen ist der Wetzstein in erster Linie im Kontext der historischen Sprachwissenschaft von Bedeutung. Der Wetzstein ist benannt nach seinem Fundort Strøm, einem Bauernhof auf der norwegischen Insel Hitra im Fylke Trøndelag. Das Relikt liegt heute im Museum von Trondheim.
Der beidseitig beschriftete Gegenstand wird mittels linguistischer Argumente auf etwa 600 n. Chr. datiert. Die verhältnismäßig gut erhaltene, lesbare Inschrift erlaubt – nicht frei von Kritik – eine folgende Interpretation aus dem Altnordischen (nach Krause / Jankuhn 1966):
„Es netze diesen Stein das Horn! Schädige das Grummet! Es liege die Mahd!“

## Der Inschriftenträger
Der Wetzstein von Strøm reiht sich in die Gruppe norwegischer Kleinfunde mit artifiziellen Beschriftungen in Form altgermanischer Runenzeichen. Das augenscheinliche Werkzeug wurde aus feinkörnigem und glimmerhaltigem Sandstein gefertigt. Ein Verwendungszweck als Schleifstein zum Schärfen von Sicheln etc. liegt damit nahe. Der Stein ist 14,5 cm lang, weist eine maximale Breite von 1,9 cm auf und ist etwa 1,2 – 1,3 cm dick.
Auf beiden Seiten wurde eine rechtsläufige Runeninschrift eingeritzt. Der Schärfe und Deutlichkeit geschuldet, muss es sich um Einschnitte mit einem Messer handeln. Obwohl sich qualitative Unterschiede der Inschriften auf den jeweiligen Seiten zu erkennen geben, geht man davon aus, dass die Zeichen vom selben Runenmeister stammen.

## Transliteration der Inschrift
Transliterationen altgermanischer Runen sind selten über alle Zweifel erhaben. So sind auch im Falle des Wetzsteins von Strøm verschiedene Interpretationen möglich. Dessen ungeachtet kann im Falle des Relikts eine mit hoher Wahrscheinlichkeit deutliche Transliteration vorgenommen werden, wie sie nach Krause / Jankuhn (1966) erfolgt:
a) ᚹ ᚨ ᛏ ᛖ ᚺ ᚨ ᛚ ᛁ ᚺ ᛁ ᚾ ᛟ ᚺ ᛟ ᚱ ᚾ ᚨ = watehalihinohorna
b) ᚺ ᚨ ᚺ ᚨ ᛋ ᚴ ᚨ ᚦ ᛁ ᚺ ᚨ ᚦ ᚢ ᛚ ᛁ ᚷ ᛁ = hahaskaþihaþuligi
Im Zusammenhang der Transliteration gibt es folgende Besonderheiten:
1. Die Lautfolgen <ha> wurden in allen Fällen in Form einer Binderune realisiert.
2. Ein Streitpunkt bei der Erkennung bietet einzig das letzte Zeichen der Zeile a), bei dem man dazu verleitet wäre, eine Binderune von ᚾ und ᛚ zu erkennen. Eine sprachliche Deutung im Gesamtkontext erlaubt allerdings eine sichere Interpretation des Zeichens als Lautfolge <na>
3. Der a-Laut wurde durchgehend nach dem Vorbild des älteren Futhark mit ᚨ realisiert.
4. Der s-Laut in der Form ᛋ zeigt bereits eine spätere Entwicklungsstufe, ähnlich der Inschrift von Stentoften.
5. Die k-Rune ist mit großer Wahrscheinlichkeit in seinem jüngeren Erscheinungsbild als ᚴ zu betrachten.

Anhand der genannten Punkte 3 – 5 lässt sich aufgrund der Schriftentwicklung des Futhark-Alphabets eine Sprachstufe unmittelbar vor der sogenannten Übergangszeit behaupten. Zur Datierung siehe weiter unten.

## Erläuterung der Inschrift
Auf der Basis der weithin anerkannten Transliteration der Inschrift des Wetzsteins von Strøm, lassen sich schlüssige Überlegungen zur Erläuterung und Interpretation machen. Eine Segmentierung der Zeilen soll dabei helfen, die einzelnen Teile besser zu verstehen und die grammatischen Strukturen zu erhellen. Methodisch können die Transkription a) und b) folgerichtig erklärt werden:
a) wātē hal(l)i hino horna!
1. wātē = ‚es benetze‘ / ‚es soll nass gemacht werden‘: Das Wort kann als eine Verbform der 3. Person Singular Optativ Präsens zu urnord. *wātian > aisl. væta ‚netzen; nass machen‘ erklärt werden. Etymologisch handelt es sich um eine denominale Bildung zu aisl. vátr ‚nass‘. Die realisierte Variante wātē entstand wohl nach einer Synkope des inlautenden i der zu erwartenden Form *wātiē.
2. hal(l)i = ‚den / einen flachen Stein‘: Das angefügte <l> resultiert aus der Tatsache, dass in Runen keine Doppelkonsonanten geschrieben werden. So gesehen versteht sich halli als Akkusativ Singular eines maskulinen i-Stamms in der Bedeutung ‚flacher Stein‘ in Zusammenhang mit dem altnordischen Wort hallr. Dieses flektiert zwar als a-Stamm, doch ist eine mögliche Entwicklung als i-Stamm nicht unwahrscheinlich.
3. hino = ‚diesen‘: Die Form hino erklärt sich verhältnismäßig problemlos als Akkusativ Singular zum germanischen Pronominalstamm *hi-, der in verwandten Sprachen und Dialekten gut belegt ist (vgl. got. hina Akk. Sg.)[2].
4. horna = ‚das / ein Horn‘: Bei horna handelt es sich um ein gut belegtes Wort, das in offenkundiger Verwandtschaft zum neuhochdeutschen Horn steht. Die altnordische Form lautet im Nominativ Singular horn aus germanisch *hurna- n. Ein bekannter Beleg desselben Wortes findet sich bei den Goldhörnern von Gallehus.

b) hāha skaþi! hāþu lig(gi)i!
1. hāha = ‚das Grummet / das nach dem Heuschlag frisch gewachsene Gras‘: Als vieldeutige Form bringt hāha die größten Schwierigkeiten mit sich. Der Wahrscheinlichkeit geschuldet wirkt die Erkennung als Akkusativ Singular feminin zum altnord. há ‚Grummet‘ am vertretbarsten. Es wird zurückgeführt auf ein urgerm. *hēh(w)a-, das in einer möglichen, aber nicht abschließend geklärten etymologischen Verbindung zu neuhochdeutsch Heu und hauen steht.
2. skaþi = ‚es schädige‘ / ‚es soll geschädigt werden‘: Die Verbform skaþi kann als verwandte Bildung zum nhd. schaden auf das Etymon germ. *skaþ-ja- ‚schaden‘ (vgl. got. skaþjan) zurückgeführt werden. Im konkreten Fall wird skaþi vorzugsweise als 3. Person Optativ gelesen, in Anlehnung an die Optative in wātē und lig(g)i.
3. hāþu = ‚die / eine Mahd‘: Dass hāþu semantisch als ‚Mahd‘ interpretiert werden kann, erfolgt aus der Erklärung, dass bereits eine Synkope bei der zu erwartenden älteren Form *hawiþu N.Sg.f. ‚Mahd‘ eingetreten ist. Diese steht ebenfalls in etymologischem Bezug zu germ. *hawwa- ‚hauen‘. Synkopen sind in der Entwicklung zum Altnordischen verhältnismäßig häufig zu beobachten (vgl. wātē oben). Die Erklärung ist einem möglichen Bezug zum oft bezeugten Etymon germ. *haþu- ‚Kampf‘ vorzuziehen.
4. lig(g)i = ‚es liege‘ / ‚es soll liegen‘: Die abschließende Verbform lig(g)i beim Wetzstein von Strøm steht in direktem Bezug zum nhd. liegen und ist auf eine Grundform germ. *leg-ja- zurückzuführen. Die altnordische Form lautet liggja. Die Realisierung als lig(g)i versteht sich als 3. Person Optativ Präsens.

Das Ergebnis einer syntaktischen Aufarbeitung der grammatischen Funktionen der einzelnen, segmentierten Worte erlaubt die plausible Übersetzung: „Es netze diesen Stein das Horn! Schädige das Grummet! Es liege die Mahd!“
Alternativ denkbar wäre auch: „Das Horn soll den Stein bewässern. Das Grummet soll geschädigt werden. Die Mahd möge liegen.“

## Kulturhistorische Bedeutung
Eine tiefergreifende Erklärung dieses Verses kann sich im Gegensatz zur grammatischen Bestimmung schneller in der Interpretation verlieren. Es wird davon ausgegangen, dass es sich bei der vorgenommenen Wortfolge um einen streng rhythmischen Arbeitsgesang gehandelt hat. Dafür spricht, dass die Verse jeweils vier betonte sowie vier unbetonte Silben in sich tragen.
Zeile a) kann im Zusammenhang mit der Tradition stehen, dass der Wetzstein vor dem Gebrauch in Wasser getränkt, resp. in einem wassergefüllten Horn transportiert wurde. Das Horn leistet damit einen essenziellen Beitrag für ein erfolgreiches Schneiden bzw. Schädigen des Grummets, da die Sichel mit dieser Methode besser geschärft werden konnte.

## Datierung
Eine genaue Datierung der Herstellung des Wetzsteins von Strøm ist schwierig. Eine Tendenz lässt ausschließlich das vorhandene Sprachmaterial zu. Wie bei der Transliteration festgehalten, ist die parallele Verwendung der alten a-Rune und der neueren k-Rune ein augenfälliges Merkmal. Zu beobachten ist dieses Phänomen auch bei den Steinen von Järsberg und Noleby sowie auf dem Angelstein von Førde und auf der Spange von Fonnås. Die s-Rune steht der auf Stentoften verwendeten Form verhältnismäßig nahe. Auf grammatischer Ebene sprechen die Endungsvokale für eine urnordische Sprachstufe, während allerdings bereits Synkopen wie in hāþu aus < *hawiþu ‚Mahd‘ erkennbar sind. Die Vermutung liegt damit auf eine etwas spätere Epoche, aber vor der Übergangszeit, also um die Jahre 600 n. Chr.